# Jomalö (Hammarland, Åland)
Jomalö är en halvö i Åland (Finland). Den ligger i den nordvästra delen av landskapet, 26 km norr om huvudstaden Mariehamn. Jomalö ligger på ön Fasta Åland.